# Apiophragma hyalina
Apiophragma hyalina är en mossdjursart som först beskrevs av Campbell Easter Waters 1904.  Apiophragma hyalina ingår i släktet Apiophragma och familjen Microporidae. Inga underarter finns listade i Catalogue of Life.